# Air Saint-Thomas
 (janvier 2019).
Si vous disposez d'ouvrages ou d'articles de référence ou si vous connaissez des sites web de qualité traitant du thème abordé ici, merci de compléter l'article en donnant les références utiles à sa vérifiabilité et en les liant à la section « Notes et références ».
Air St. Thomas ou Air Saint-Thomas (code AITA : ZP ; code OACI : STT) était une compagnie aérienne américaine locale basée dans les îles Vierges (États-Unis) sur l'Île de Saint-Thomas.
Cette compagnie, fondée en 1975, a été interdite en mars 2004 sur les aéroports français et figure depuis lors sur la liste noire.  Elle ne possédait qu'une flotte extrêmement réduite et n'assurait pas de liaisons longs courriers.
Elle a cessé ses activités en décembre 2005.